# Parlamento da Irlanda do Norte
O Parlamento da Irlanda do Norte (Parliament of Northern Ireland) foi a legislatura autônoma criada sob o Government of Ireland Act 1920, o qual existiu de 7 de junho de 1921 até 30 de março de 1972, quando foi suspenso. Foi subseqüentemente abolido sob o Northern Ireland Constitution Act 1973.
Uma cópia destas proposições (187 000 páginas impressas de debates parlamentares) estão disponíveis online desde Outubro de 2006.
O Parlamento da Irlanda do Norte era bicameral, consistindo de uma Casa dos Comuns com 52 cadeiras e um Senado eleito indiretamente, com 26 cadeiras. A Coroa era representada pelo governador, que garantia o Real Consentimento aos Actos do Parlamento da Irlanda do Norte, mas o poder executivo estava nas mãos do primeiro-ministro, o líder do maior partido na Casa dos Comuns.